# 연산 (점복)
연산 또는 연산역(連山易)은 주례에 언급된 삼역(三易)중 하나이다. 역점(易占)의 점복방법중 하나로 알려져있다.
고대 중국지역의 역점(易占)이었던 것으로 언급된다. 그내용은 전하여 지지 않는다.
다만 삼역(三易)중 연산(連山)의 방법은 고대 중국의 하(夏)시대에 , 귀장(歸藏)은 은(殷)시대에 , 주역은 (周易)은 주나라 시기에 행하여진것으로 알려져있으며 이들 모두가 팔괘를 사용한 것으로 알려져있다.
그러나 학설에서는 주나라시대를 전후로 팔괘의 사용이 확립된것으로 여겨지므로 상나라를 거슬러올라가 추측되는 하나라를 언급하는 것은 팔괘의 사용이 시간상으로 많은 거리가 있게된다.

## 연산의 팔괘도
삼역(三易)에서의 공통된 팔괘(八卦)들은  그 위치에서 서로 다르나 일반적으로 복희씨로 언급되는 팔괘에서 이들이 다함께 유래한 것으로 여겨진다.
| ☷ 坤 | ☶ 艮 | ☲ 離 |
| ☴ 巽 |      | ☳ 震 |
| ☵ 坎 | ☱ 兌 | ☰ 乾 |

정현은  주례의 주(註)에서 연산의 방법이  간괘(艮卦)를 중심으로하는 바와 연관될수있음을 언급하였다.

## 같이 보기
- 선천도
- 삼황